# David Plouffe

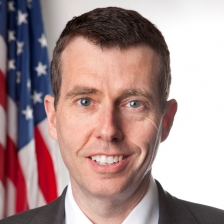

David Plouffe (pronunciado [ˈplʌf]; Wilmington, Delaware, 27 de mayo de 1967), estratega político estadounidense.
Durante años ha trabajado como asesor de campañas electorales del Partido Demócrata de los Estados Unidos. En 2000 se integró a la empresa consultora AKPD Message and Media.
Se lo conoce como el jefe de la campaña presidencial de Barack Obama de 2008. Tras la renuncia de David Axelrod al equipo que trabaja por la reelección de Obama, Plouffe fue nombrado asesor principal del Presidente.